# Lukas Gage
Lukas Gage (San Diego, California, 28 de mayo de 1995) es un actor estadounidense. Ha aparecido en American Vandal, The White Lotus, You, Euphoria y Fargo.

## Filmografía

### Cine
| Año  | Título                                | Director                             | Papel                | Nota         |
| ---- | ------------------------------------- | ------------------------------------ | -------------------- | ------------ |
| 2012 | Elie's Overcoat                       | Erik Howell                          | Itamar Wexler        | Cortometraje |
| 2014 | Satellite Beach                       | Ver listaLuke Wilson Andrew Wilson   | Servidor de Big Dean | Cortometraje |
| 2014 | Animals                               | Alexander Yan                        | Daniel               | Cortometraje |
| 2015 | Scouts Guide to the Zombie Apocalypse | Christopher Landon                   | Travis               | [ 2 ]        |
| 2016 | Sickhouse                             | Hannah Macpherson                    | Lukas                |              |
| 2017 | Sleep No More                         | Phillip Guzman                       | Carter               |              |
| 2018 | Assassination Nation                  | Sam Levinson                         | Eric                 | [ 3 ]        |
| 2018 | Ace                                   | Jordan Gear                          | Ace                  | Cortometraje |
| 2019 | Deadcon                               | Caryn Waechter                       | Ricky                |              |
| 2019 | The One That Likes You                | Ver listaWil Granaderos Jared LaPine | Guy                  | Cortometraje |
| 2019 | Wyrm                                  | Christopher Winterbauer              | Dylan                |              |
| 2020 | Max Reload and the Nether Blasters    | Ver listaJeremy Tremp Scott Conditt  | Seth                 | [ 4 ]        |
| 2020 | What Breaks the Ice                   | Rebecca Eskreis                      | Seth                 |              |
| 2020 | Kappa Kappa Die                       | Zelda Williams                       | Billyumz             |              |
| 2022 | Moonshot                              | Christopher Winterbauer              | Dalton               |              |
| 2022 | How to Blow Up a Pipeline             | Daniel Goldhaber                     | Logan                |              |
| 2023 | Down Low                              | Rightor Doyle                        | Cameron              |              |
| 2023 | Parachute                             | Britanny Snow                        | Dalton               |              |
| 2023 | Stay Lost                             | Chris Coats                          |                      | Cortometraje |
| 2024 | Road House                            | Doug Liman                           | Billy                | [ 5 ]        |
| 2024 | Smile 2                               | Parker Finn                          | Lewis Fregoli        | [ 6 ]        |
| 2025 | Companion                             | Drew Hancock                         | Patrick              | [ 7 ]        |

### Televisión
| Año       | Título                | Papel                     | Nota         |
| --------- | --------------------- | ------------------------- | ------------ |
| 2013      | Enlightened           | Miembro de terapia grupal | 1 episodio   |
| 2014      | I Didn't Do It        | Chico                     | 1 episodio   |
| 2014      | Kingdom               | Skinner                   | 1 episodio   |
| 2014      | The Millionaires      | Daniel                    | 3 episodios  |
| 2016-2018 | T@gged                | Brandon Darrow            | 31 episodios |
| 2017      | Confess               | Adam Taylor               | 2 episodios  |
| 2017      | Adam Ruins Everything | Cole Tyson                | 1 episodio   |
| 2017      | American Vandal       | Brandon Galloway          | 5 episodios  |
| 2018      | On My Block           | Brad                      | 1 episodio   |
| 2018      | Class of Lies         | Tiger                     | 5 episodios  |
| 2019      | Supergirl             | Kevin Huggins             | 1 episodio   |
| 2019      | Baker's Dozen         | Tyler                     | 1 episodio   |
| 2019      | Veronica Mars         | Cory                      | 1 episodio   |
| 2019      | Euphoria              | Tyler                     | 4 episodios  |
| 2019      | Into the Dark         | Logan                     | 1 episodio   |
| 2020      | Wireless              | Jake Holland              | 8 episodios  |
| 2020-2021 | Love, Victor          | Derek                     | 5 episodios  |
| 2021      | The White Lotus       | Dillon                    | 5 episodios  |
| 2021      | Inmoral Compass       | Trey                      | 1 episodio   |
| 2022      | Angelyne              | Max Allen                 | 3 episodios  |
| 2022      | Queer as Folk         | Eric                      | 1 episodio   |
| 2023      | Gossip Girl           | Él mismo                  | 1 episodio   |
| 2023      | You                   | Adam                      | 9 episodios  |
| 2023      | The Other Two         | Él mismo                  | 1 episodio   |
| 2023      | Fargo                 | Lars Olmstead             | 4 episodios  |
| 2024      | Dead Boy Detectives   | Cat King                  | 5 episodios  |
| 2025      | Overcompensating      | Sammy                     | 4 episodios  |